# Anders Behring Breivik
Anders Behring Breivik (sinh ngày 13 tháng 2 năm 1979  in Oslo), là một công dân Na Uy và là người tự thú nhận là thủ phạm trong vụ tấn công Na Uy 2011. Cảnh sát Na Uy tin rằng Anders Behring Breivik thực hiện vụ tấn công này một mình nhưng không loại bỏ khả năng có đồng phạm. Anders Behring Breivik là thủ phạm vụ hai vụ khủng bố khiến 93 người thiệt mạng tại Na Uy. Đầu tiên Breivik gây ra vụ nổ lớn làm rung chuyển trung tâm Oslo lúc 15h26' ngày 22/7 (giờ Na Uy) (20h26' giờ Hà Nội) bằng bom xe, làm hư hại nặng toà nhà văn phòng Thủ tướng Jens Stoltenberg, trụ sở Bộ Dầu mỏ và Bộ Tài chính cùng văn phòng một toà báo.
Anders Behring Breivik đã bị cảnh sát Na Uy bắt giữ vì đã bắn chết người tại Utøya sau đó buộc tội ông ta cả hai vụ tấn công trên, và ngày 25 tháng 7 năm 2011 ra toà. Anders Behring Breivik mang quan điểm cực hữu và chống Hồi giáo và đã từng viết nhiều tài liệu thể hiện quan điểm cánh hữu và dân tộc cực đoan để tung lên mạng trước khi thực hiện các vụ tấn công. Breivik đã chuẩn bị cho các vụ thảm sát kể từ tháng 5, khi mua 6 tấn phân bón.
Breivik cũng lập ra một trang trại có tên Breivik Geofarm để tích trữ phân bón, một thành phần quan trọng trong chế tạo bom. Theo tổ chức chuyên theo dõi các hoạt động của những nhóm cực hữu, Breivik là thành viên của một diễn đàn trên mạng mang tư tưởng Tân Phát xít của Thụy Điển có tên Nordisk. Trong một bài viết của Breivik tại đây, Anders Behring Breivik tin rằng người Hồi giáo đang "thực dân hoá" Tây Âu.
Trước đây Anders Behring Breivik cũng là thành viên của đảng Tiến bộ thuộc phe cánh hữu (FrP), đảng lớn thứ hai trong quốc hội Na Uy. Tuyên bố của FrP cho biết Breivik là đảng viên đảng này từ năm 1999 và lần đóng đảng phí gần đây nhất là năm 2004. Năm 2006, Anders Behring Breivik bị xoá khỏi bản đăng ký thành viên đảng FrP. 
Anders Behring Breivik chuyển sang tư tưởng cực hữu khi gần 30 tuổi.